# تکان، موریتانی
تکان، موریتانی یک سکونتگاه مسکونی در موریتانی است که در Trarza واقع شده‌است.

## خصوصیات
تکان ۲۲٬۰۴۱ نفر جمعیت دارد.